# 桃園市新屋區社子國民小學
桃園市新屋區社子國民小學（英文：She-Zi Elementary School），簡稱社子國小，位於台灣桃園市新屋區社子里。北面鄰近新屋市區，南面鄰近富岡車站，西面靠近永安漁港，四周農田環繞，地方多客家人士。。

## 學校週邊
- 學校周邊多為水田，少數住家。

## 外部連結
桃園市新屋區社子國民小學 （页面存档备份，存于）